# Verbond van veldbies-beukenbossen
Het verbond van veldbies-beukenbossen (Luzulo-Fagion) is een verbond uit de orde van eiken- en beukenbossen op voedselarme grond (Quercetalia roboris). Het verbond omvat bosplantengemeenschap die voorkomen op stenige bodems, en gedomineerd wordt door loofbomen en dwergstruiken.

## Naamgeving en codering
| Luzulo-Fagenion Lohm. & Tx. in Tx. 1954 |
| Luzulo luzuloidis-Fagion sylvaticae     |

- Frans: Hêtraies, hêtraies-sapinières à Luzule blanchâtre
- Duits: Hainsimsen-Buchenwälder
- Engels: Acidophilous beech forests
- Syntaxoncode voor Nederland (rVvN): r45Ab

De wetenschappelijke naam Luzulo-Fagion is afgeleid van de botanische namen van twee belangrijke soorten van het verbond: witte veldbies (Luzula luzuloides) en beuk (Fagus sylvatica).

## Fysiognomie
Het verbond van veldbies-beukenbossen kent in de Lage Landen een eenvoudige structuur met een dichte, hoog opgaande boomlaag met dominantie van loofbomen, een weinig ontwikkelde struik- en moslaag, en een variabele kruidlaag met plaatselijk veel dwergstruiken.

## Ecologie
Het verbond van veldbies-beukenbossen omvat gemengde maar soortenarme loofbossen van zeer zure, voedselarme en lemige of vaak stenige bodems, zoals op vuursteeneluvium. Ze worden gevonden in het uiterste zuiden van Nederlands Limburg en in de Belgische Voerstreek.

## Associaties in Nederland en Vlaanderen
Het verbond van veldbies-beukenbossen wordt in Nederland en Vlaanderen vertegenwoordigd door maar één associatie.
- - veldbies-beukenbos (Luzulo luzuloides-Fagetum)

## Diagnostische taxa voor Nederland en Vlaanderen
Het verbond van veldbies-beukenbossen heeft voor Nederland en Vlaanderen geen specifieke kensoorten.